# Crass Records
Crass Records è un'etichetta discografica indipendente nata per volontà della anarcho punk band dei Crass.

## Descrizione e storia
Prima di formare i Crass, Penny Rimbaud e Gee Vaucher, pubblicarono i loro lavori attraverso la Exitstencil Press che era parte della Dial House. Tuttavia la band decise di dar vita alla Crass Records dopo aver avuto dei problemi con l'uscita del loro primo 12" Ep The Feeding of the 5000, con l'etichetta Small Wonder nel 1978.
The Feeding of the 5000 rischiò di non vedere mai la luce a causa del rifiuto dell'impresa irlandese di stampare il disco per la presenza di presunti contenuti blasfemi, in particolare nella canzone "Asylum". Il disco fu comunque stampato senza la suddetta traccia, rimpiazzata da 2 minuti di silenzio ai quali la band diede il nome di "The Sound Of Free Speech" (in italiano "il suono della libertà di parola").
Questo evento spinse i Crass a creare la Crass Records in modo da poter controllare ogni aspetto della produzione e della realizzazione materiale dei loro futuri lavori. Usando i soldi che un membro della band aveva ottenuto da una piccola eredità, il gruppo in breve registrò nuovamente e ristampò la traccia mancante in The Feeding of the 5000 con il suo titolo originale "Reality Asylum".
In una seguente ristampa del primo 12" della band su Crass Records "Reality Asylum" apparirà al posto di "The Sound Of Free Speech".
Oltre che a produrre, stampare e distribuire il proprio materiale, i Crass furono in grado di usare la loro etichetta per produrre i lavori di altre band. Il primo fu il singolo You Can Be You delle Honey Bane nel 1980, una teenager che in quel periodo si trovava alla Dial House mentre stava fuggendo da un istituto per l'infanzia (tuttavia, il resto delle Honey Bane su questo singolo non sono altro che i Crass, che però usano il nome di Donna and the Kebabs).
Altri gruppi che registrarono i loro album e singoli per l'etichetta furono: Zounds, Flux of Pink Indians, Conflict, e la band islandese KUKL (che aveva come cantante Björk), la cantante Jane Gregory, e le Poison Girls, un gruppo che lavorò esclusivamente con i Crass per diversi anni. Molte di queste band nel tempo crearono le loro etichette indipendenti, anche se, mano a mano, si discostarono dalla mentalità della Crass Records.
L'etichetta, stampò anche, per tre edizioni, la Bullshit Detector, una compilation di demo e registrazioni indipendenti che erano state mandate alla band, che in quel periodo rappresentava in pieno l'etica punk del DIY.
I singoli distribuiti dalla Crass Records si distinguevano per una particolare politica: le liriche dovevano trattare temi politici da un punto di vista esclusivamente anarchico, i prezzi erano rigorosamente più bassi rispetto a quelli dei dischi prodotti dalle grandi etichette discografiche.
Solitamente la produzione era affidata al batterista dei Crass Penny Rimbaud e ci si affidava, per la parte tecnica (registrazione, mixaggio, ecc), a John Loder nei  Southern Studios che si trovavano nella parte nord di Londra.
Inoltre potevano contare sull'aiuto da parte di sleeves disegnati da Gee Vaucher, spesso in collaborazione con altri artisti, mentre il nome dell'etichetta e della band erano inseriti con il testo in stile stampino all'interno di un anello nero, che ricorda il dipinto Target di Jasper Johns. Questi erano piegati all'interno dentro un grande poster che conteneva altri testi e immagini.   

I numeri di serie delle uscite della Crass Records stavano ad indicare un conto alla rovescia rispetto all'anno 1984 (per esempio, 521984 sta a significare "cinque anni al 1984").
La scelta del 1984 è stata causata da due motivi principali: il 1984 è l'anno in cui i Crass decisero che si sarebbero sciolti e perché 1984 è proprio il titolo di uno dei romanzi più significativi di George Orwell.
Anche se molti dei vinili della Crass Records sono oggi introvabili, molte delle tracce sono state raccolte ed è stata creata una compilation intitolata "A-Sides" distribuita in formato CD. Comunque parte del catalogo è ancora oggi disponibile sia in vinile che in CD .
Alcuni degli ex membri dei Crass come Penny Rimbaud e Gee Vaucher continuano a pubblicare i loro lavori (per esempio, materiali da Last Amendment, e 'Vaucher's book Animal Rites) per mezzo della Exitstencil, spesso in collaborazione con altri distributori come l'etichetta jazz Babel Label e AK Press.

## Corpus Christi
La Corpus Christi Records fu una etichetta, che faceva comunque parte della Crass Records, che produceva il materiale di artisti supportati dai Crass tramite l'aiuto dei Southern Studios di John Loder e che non necessariamente dovevano essere in sintonia con l'ottica ideologica e politica che la Crass Records "pretendeva" dalle sue band.